# Épineuil-le-Fleuriel
Épineuil-le-Fleuriel è un comune francese di 473 abitanti situato nel dipartimento del Cher, nella regione del Centro-Valle della Loira.

## Società

### Evoluzione demografica
Abitanti censiti